# Mesoligia juncta
Mesoligia juncta là một loài bướm đêm trong họ Noctuidae.